# Tyro
Tyro (altgriechisch Τυρώ Tyrṓ) ist in der griechischen Mythologie die Tochter des elischen Königs Salmoneus und der Alkidike. Sie war die Gemahlin des Kretheus, des Gründers von Iolkos, und brachte drei Söhne namens Aison, Pheres und Amythaon zur Welt.
Vor der Heirat liebte Tyro aber insgeheim den Flussgott Enipeus. Um sie zu verführen, nahm damals Poseidon die Gestalt des Enipeus an und zeugte mit der getäuschten Tyro die Zwillinge Pelias und Neleus. Nach der Poetik des Aristoteles setzte sie die Kinder in einem Kahn aus; sie wurden von einem Pferdehirten gefunden und aufgezogen. Einer anderen Version zufolge setzte sie die Kinder auf dem Gipfel eines Berges aus, und sie wurden von einer Jungfrau aufgezogen.
Sophokles verfasste eine Tragödie über das Schicksal der Tyro.